# Кейн Вінсент
Кейн Вінсент (англ. Kayne Vincent, нар. 29 жовтня 1988, Окленд) — новозеландський футболіст, нападник «Ейр Форс Сентрал».

## Клубна кар'єра
Народився в Окленді в родині новозеландця та японки. Розпочав свою професійну кар'єру у клубі другого японського дивізіону «Сересо Осака», але в команді не закріпився і грав у клубі третього дивізіону «Гайнаре Тотторі».
2008 року повернувся у Нову Зеландію, де недовго пограв за «Вайтакере Юнайтед», взявши участь у клубному чемпіонаті світу, а 2009 року відправився в Індію, де грав за клуби «Мумбаї», «Черчілл Бразерс» та «Юнайтед». Крім того, оскільки сезон І-ліги не триває цілий рік, Вінсент під час перерви грав за австралійський «Мельбурн Найтс».
17 липня 2013 року Вінсент підписав контракт з клубом другого дивізіону японської Джей-ліги «Ґіфу», де пограв до кінця року, після чого відправився в Таїланд, виступаючи у клубах «Сонгхла Юнайтед», «Бурірам Юнайтед» та «Порт».
Протягом сезону 2016 виступав за малазійський «Перліс», а потім повернувся в Таїланд, ставши гравцем клубу «Ейр Форс Сентрал», в якому в першому ж сезоні забив 12 голів у 17 матчах і допоміг команді вийти до елітного дивізіону країни.

## Виступи за збірну
Виступав у складі молодіжної збірної Нової Зеландії до 20 років. У складі національної збірної Нової Зеландії зіграв лише один матч 18 листопада 2014 року проти збірної Таїланду (2:0). 

## Титули і досягнення
- Переможець Молодіжного чемпіонату ОФК: 2007